# Marc Bourcier
Pour les articles homonymes, voir Bourcier.
Marc Bourcier, né le 7 août 1957 à Saint-Jérôme, est un homme politique québécois et enseignant de formation.
Il est député péquiste de Saint-Jérôme du 5 décembre 2016 au 1er octobre 2018. Lors des élections municipales de 2021 à Saint-Jérôme, il est élu maire de Saint-Jérôme sous la bannière du parti Avenir Saint-Jérôme, devançant son plus proche adversaire Marc-Olivier Neveu, ainsi que la mairesse sortante Janice Bélair-Rolland.

## Biographie
Né le 7 août 1957 à Saint-Jérôme, Marc Bourcier obtient un diplôme d'études collégiales au Cégep de Saint-Jérôme en 1977 et un baccalauréat en enseignement à l'Université de Montréal en 1981.

### Carrière politique
Après une carrière comme enseignant pendant 35 ans auprès des jeunes de 6e année, il devient conseiller municipal à la Ville de Saint-Jérôme, où il remporte son siège avec 1 230 voix sur 1919, soit la troisième plus grande majorité pour un conseiller municipal élu en 2013 au Québec. Il œuvre, entre autres, dans plusieurs comités portant sur le sport, la culture ainsi que l'environnement.
À la suite de la démission du chef du Parti québécois et député de Saint-Jérôme Pierre Karl Péladeau, Bourcier se présente comme candidat pour lui succéder dans le comté le 24 mai 2016. Il est confirmé candidat du Parti québécois le 20 juin 2016. Le 5 décembre 2016, il est élu député de Saint-Jérôme sous la bannière du Parti québécois,. Il est également porte-parole de l'opposition officielle en matière d'électrification des transports et membre de la commission parlementaire sur la culture et de l'éducation.
À partir de 2021, il est maire de la Ville de Saint-Jérôme,. En décembre 2024, il annonce ne pas se représenter pour un deuxième mandat à titre de maire de la ville de Saint-Jérôme aux élections municipales prévues le 2 novembre 2025. 
Début 2025, l'homme politique se remet d'une intervention médicale importante. C'est Dominic Boyer qui assume entre-temps les responsabilités de maire suppléant. Bourcier suit tout de même l'évolution des affaires municipales à distance et demeure impliqué dans les dossiers prioritaires de la ville. 

## Vie privée
Marié, il a deux enfants.

## Résultats électoraux

### Provincial
|                                                                                               | Nom                     | Parti               | Nombre de voix | %      | Maj.  |
| --------------------------------------------------------------------------------------------- | ----------------------- | ------------------- | -------------- | ------ | ----- |
|                                                                                               | Youri Chassin           | Coalition avenir    | 17 225         | 43,7 % | 6 425 |
|                                                                                               | Marc Bourcier (sortant) | Parti québécois     | 10 800         | 27,4 % | -     |
|                                                                                               | Ève Duhaime             | Québec solidaire    | 6 243          | 15,9 % | -     |
|                                                                                               | Antoine Poulin          | Libéral             | 3 534          | 9 %    | -     |
|                                                                                               | Annabelle Desrochers    | Vert                | 677            | 1,7 %  | -     |
|                                                                                               | Normand Michaud         | Conservateur        | 345            | 0,9 %  | -     |
|                                                                                               | Sylvie Brien            | Citoyens au pouvoir | 294            | 0,7 %  | -     |
|                                                                                               | Christine Simon         | NPD Québec          | 141            | 0,4 %  | -     |
|                                                                                               | Giuseppe Starnino       | Parti libre         | 123            | 0,3 %  | -     |
| Total                                                                                         | Total                   | Total               | 39 382         | 100 %  |       |
| Le taux de participation lors de l'élection était de 65,9 % et 707 bulletins ont été rejetés. |                         |                     |                |        |       |

|                                                                                               | Nom              | Parti                        | Nombre de voix | %      | Maj.  |
| --------------------------------------------------------------------------------------------- | ---------------- | ---------------------------- | -------------- | ------ | ----- |
|                                                                                               | Marc Bourcier    | Parti québécois              | 9 151          | 46,3 % | 2 135 |
|                                                                                               | Bruno Laroche    | Coalition avenir             | 7 016          | 35,5 % | -     |
|                                                                                               | Naömie Goyette   | Libéral                      | 2 092          | 10,6 % | -     |
|                                                                                               | Marcel Gosselin  | Québec solidaire             | 867            | 4,4 %  | -     |
|                                                                                               | Émilianne Lépine | Vert                         | 407            | 2,1 %  | -     |
|                                                                                               | Olivier Lamanque | Option nationale             | 88             | 0,4 %  | -     |
|                                                                                               | Sébastien Roy    | Conservateur                 | 67             | 0,3 %  | -     |
|                                                                                               | Sengtiane Trempe | Parti indépendantiste (2008) | 40             | 0,2 %  | -     |
|                                                                                               | Éric Émond       | Changement Intégrité         | 34             | 0,2 %  | -     |
|                                                                                               | Louis Chandonnet | Équipe autonomiste           | 23             | 0,1 %  | -     |
| Total                                                                                         | Total            | Total                        | 19 785         | 100 %  |       |
| Le taux de participation lors de l'élection était de 33,9 % et 232 bulletins ont été rejetés. |                  |                              |                |        |       |

### Municipales
| Parti                  | Parti                  | Candidats                 | Voix   | %     |
| ---------------------- | ---------------------- | ------------------------- | ------ | ----- |
|                        | Avenir Saint-Jérôme    | Marc Bourcier             | 7 945  | 43,48 |
|                        | Mouvement jérômien     | Marc-Olivier Neveu        | 5 165  | 28,27 |
|                        | Vision Saint-Jérôme    | Janice Bélair-Rolland (s) | 5 163  | 28,25 |
|                        |                        |                           |        |       |
| Suffrages exprimés     | Suffrages exprimés     | Suffrages exprimés        | 18 273 | 98,01 |
| Votes blancs et nuls   | Votes blancs et nuls   | Votes blancs et nuls      | 372    | 1,99  |
| Total                  | Total                  | Total                     | 18 645 | 100   |
| Abstentions            | Abstentions            | Abstentions               | 44 332 | 70,39 |
| Inscrits/Participation | Inscrits/Participation | Inscrits/Participation    | 62 977 | 29,61 |

| Candidat           | Parti                 | Vote | %       |
| ------------------ | --------------------- | ---- | ------- |
| Marc Bourcier      | Vision Saint-Jérôme   | 1230 | 64,10 % |
| Zohra Taleb        | Union des citoyens    | 346  | 18,03 % |
| Ray-Charles Milord | Ensemble Saint-Jérôme | 343  | 17,87 % |